# 布兰科·斯坦科维奇
布兰科·斯坦科维奇（羅馬化：Branko Stanković，1921年10月31日—2002年2月20日），塞尔维亚男子足球运动员。他曾代表南斯拉夫国奥队参加1948年和1952年夏季奥林匹克运动会足球比赛，获得二枚银牌。